# Speciaal Hof voor Sierra Leone
Het Speciaal Hof voor Sierra Leone (officiële Engelse naam: Special Court for Sierra Leone, SCSL, in het Nederlands ook Sierra Leone-tribunaal genoemd) was een internationaal tribunaal met als taak de tijdens de burgeroorlog in Sierra Leone (1991-2002) gepleegde misdrijven te berechten. Het had zijn zetel in de Sierra Leoonse hoofdstad Freetown. In december 2013, nadat de laatste vonnissen geveld waren, werd het tribunaal opgeheven. De resterende werkzaamheden, zoals bescherming van getuigen, toezicht op de uitvoering van de vonnissen en beheer van de archieven, werden overgedragen aan het Restmechanisme voor het Speciaal Hof voor Sierra Leone (Engels: Residual Special Court for Sierra Leone, RSCSL).

## Voorgeschiedenis
Sinds zijn onafhankelijkheid in 1961 werd Sierra Leone geteisterd door corruptie en couppogingen. In 1991 startte het Revolutionary United Front (RUF), dat geleid werd door Foday Sankoh, een burgeroorlog tegen de regering van Sierra Leone. Het RUF werd daarbij geholpen en van wapens voorzien door het Liberia (onder leiding) van Charles Taylor. Met de hulp van een troepenmacht die werd gevormd door de Economische Gemeenschap van West-Afrikaanse Staten (ECOWAS), vochten regeringstroepen tegen het RUF. In 1992 volgde echter een militaire staatsgreep. Ondanks de wisseling van de macht bleef het RUF vechten tegen de regering. Ook de presidentsverkiezingen in 1996, waarbij Ahmed Tejan Kabbah tot president werd verkozen, zorgden er niet voor dat het RUF zijn aanvallen staakte.
Op 30 november 1996 werd een bestand gesloten tussen de Sierra Leoonse regering en het RUF, maar dit was slechts van korte duur. In 1997 werd Kabbah verdreven door de Armed Forces Revolutionary Council (AFRC) onder leiding van Johnny Paul Koroma. In maart 1998 kwam Kabbah met de hulp van de West-Afrikaanse troepenmacht weer aan de macht. In juni 1998 richtte de Veiligheidsraad van de Verenigde Naties de UN Observer Mission in Sierra Leone (UNOMSIL) op. UNOMSIL deed melding van aanhoudende mensenrechtenschendingen en andere gruweldaden die werden begaan tegen burgers. In januari 1999 startte het RUF een nieuw offensief.
In juli 1999 werd het vredesakkoord van Lomé gesloten tussen de regering en het RUF, dat moest leiden tot een wapenstilstand en voorzag in een ruime amnestieregeling voor alle combattanten. De Speciale Vertegenwoordiger van de secretaris-generaal van de Verenigde Naties maakte echter het voorbehoud dat de amnestieregeling niet zou gelden voor internationale misdrijven als genocide, misdaden tegen de menselijkheid, oorlogsmisdrijven en andere schendingen van internationaal humanitair recht. Ondanks het akkoord bleven de gevechten doorgaan en ook toen Sankoh op 17 mei 2000 werd gevangengenomen nam het geweld niet af. In juli 2000 mengde het Verenigd Koninkrijk zich in het conflict door troepen te sturen. Het RUF zou pas in 2002 de wapens neerleggen.  Op 18 januari 2002 verklaarde president Kabbah dat de burgeroorlog was afgelopen.

## Oprichting
Nog tijdens de burgeroorlog stuurde de president van Sierra Leone een verzoek naar de VN-veiligheidsraad om een strafhof op te richten dat de bevoegdheid zou hebben om de misdrijven die tijdens de burgeroorlog gepleegd waren te berechten. Naar aanleiding van dit verzoek nam de Raad op 14 augustus 2000 resolutie 1315 aan, met daarin het verzoek aan de secretaris-generaal om met Sierra Leone te onderhandelen over de oprichting van een strafhof. Op 16 januari 2002 kwam er een overeenkomst tot stand, waarin het statuut voor het Sierra Leone-tribunaal was opgenomen. Op basis daarvan ontwierp Sierra Leone nationale regelgeving voor de vorming van het strafhof, dat daardoor in juli 2002 met zijn werk kon beginnen.

## Bevoegdheid
Krachtens zijn statuut kon het tribunaal rechtspreken naar internationaal recht, maar ook naar nationaal Sierra Leoons recht. Zijn bevoegdheid was beperkt tot hen die "de grootste verantwoordelijkheid" dragen voor ernstige schendingen van het internationaal humanitair recht en het Sierra Leoons recht, begaan sinds 30 november 1996. Als gevolg van deze beperkte taakomschrijving bleef het aantal processen beperkt. Het tribunaal had niet de bevoegdheid de doodstraf op te leggen.

## Samenstelling
Het tribunaal verschilde van de eerder gevormde internationale tribunalen Joegoslaviëtribunaal en Rwandatribunaal onder andere doordat het in het bewuste land zelf zetelde, maar ook doordat het het eerste was met een gemengde samenstelling: de meerderheid van internationale rechters werd benoemd door de secretaris-generaal van de Verenigde Naties, de overige rechters werden benoemd door de regering van Sierra Leone. Voor deze opzet was gekozen omdat de opgedane ervaring met het Joegoslaviëtribunaal en het Rwandatribunaal had geleerd dat het als een bezwaar gevoeld wordt als verdachten uitsluitend voor rechters van buiten het eigen land verschijnen.
Het tribunaal bestond uit twee Kamers van Eerste Aanleg en één Kamer van Beroep. De Kamers van Eerste Aanleg bestonden beide uit twee internationale rechters en één rechter uit Sierra Leone. De vijfhoofdige Kamer van Beroep kende drie internationale en twee door Sierra Leone benoemde rechters.

## Aangeklaagden
Op 7 maart 2003 werden de aanklachten uitgebracht. In totaal werden dertien mensen aangeklaagd. Allen werden beschuldigd van oorlogsmisdaden, misdaden tegen de menselijkheid en andere ernstige schendingen van het internationaal humanitair recht.

### CDF
Drie van de aangeklaagden waren leiders van de zogeheten Burgerlijke Verdedigingskrachten (Civil Defence Forces, CDF): Alieu Kondewa, Moinina Fofana en de voormalige minister van Binnenlandse Zaken, Sam Hinga Norman. Hun proces begon op 3 juni 2004. Norman overleed echter in gevangenschap op 22 februari 2007, waarop de zaak tegen hem gesloten werd.

### RUF
Vijf leiders van het Revolutionair Verenigd Front (Revolutionary United Front, RUF) werden aangeklaagd: Issa Hassan Sesay, Morris Kallon, Augustine Gbao, Foday Saybana Sankoh en Sam Bockarie. Later kwam vast te staan dat Sankoh en Bockarie niet meer in leven waren, waardoor de aanklacht tegen hen verviel. Op 5 juli 2004 begon het proces tegen de drie anderen.

### AFRC
Vier aanklachten werden uitgebracht tegen leidende personen van de voormalige Revolutionaire Raad van de Strijdkrachten (Armed Forces Revolutionary Council, AFRC). Drie van hen waren gedetineerd: Alex Tama Brima (ook bekend als Gullit), Santigie Borbor Kanu (ook bekend als Five-Five) en Brima Bazzy Kamara. Het proces tegen hen begon op 7 maart 2005.
De vierde aanklacht betrof de leider van de AFRC, voormalig dictator Johnny Paul Koroma, die met deze beweging in een militaire staatsgreep op 25 mei 1997 de macht greep. Sinds de arrestatie van Charles Taylor (zie hieronder) is hij de enige aangeklaagde die niet gedetineerd is. Het wordt waarschijnlijk geacht dat hij niet meer in leven is, maar bij gebrek aan hard bewijs daarvan is de aanklacht tegen hem niet ingetrokken.

### Charles Taylor

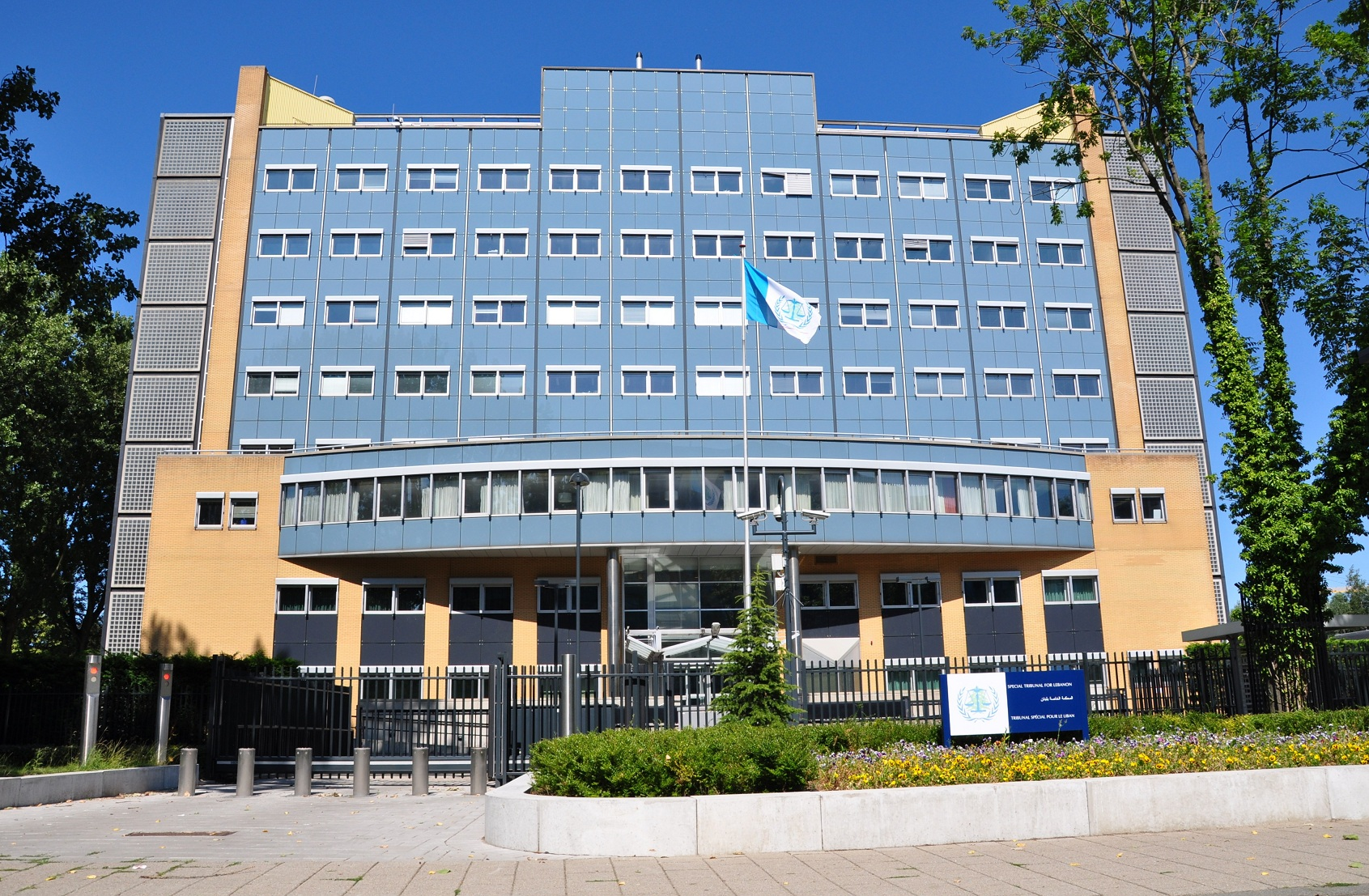
De gerechtszaal in Leidschendam

Een categorie apart, en een van de belangrijkste aanklachten, was die tegen de president van Liberia, Charles Taylor, die ervan beschuldigd werd zich intensief bemoeid te hebben met de burgeroorlog in zijn buurland Sierra Leone, en daarbij oorlogsmisdaden te hebben gepleegd. Taylor was nog aan de macht in Liberia toen op 7 maart 2003 de historische aanklacht tegen hem werd uitgebracht, die aanvankelijk verzegeld bleef, maar op 4 juni 2003 openbaar werd gemaakt tijdens een bezoek van Taylor aan Ghana. Na de aanklacht tegen Slobodan Milošević door het Joegoslaviëtribunaal was dit de tweede keer in de wereldgeschiedenis dat een zittende machthebber door een bovennationaal gerecht officieel in staat van beschuldiging werd gesteld.
Op 11 augustus 2003 trad Taylor onder zware internationale druk als president af en vluchtte hij naar Nigeria. Dit land weigerde aanvankelijk hem uit te leveren zolang Liberia daar niet om verzocht. Op 17 maart 2006 diende de nieuwe, democratisch gekozen president van Liberia, Ellen Johnson Sirleaf, een verzoek tot uitlevering in. Hierop trachtte Taylor te vluchten, maar toen hij op 29 maart probeerde de grens met Kameroen over te steken, werd hij door Nigeria gearresteerd.
Taylor genoot nog steeds veel aanhang, daarom werd het veiliger geacht hem niet in Freetown te berechten. Een speciale resolutie van de Veiligheidsraad, resolutie 1688, aangenomen op 16 juni 2006, maakte mogelijk dat het Sierra Leone-tribunaal Taylor in Den Haag zou berechten. Op 20 juni werd Taylor overgebracht naar het Penitentiair complex Scheveningen. Voor zijn berechting maakte het Sierra Leone-tribunaal aanvankelijk gebruik van het gebouw van het Internationaal Strafhof in Den Haag. In mei 2010 werd besloten het proces te verplaatsen naar het gebouw van het Libanontribunaal in Leidschendam, waar gebruik kon worden gemaakt van de nieuwgebouwde rechtszaal.
Op 4 juni 2007 begon het proces tegen Charles Taylor. Vanaf 7 januari 2008 werden 91 getuigen voor de aanklager gehoord. Namens de verdediging werden vanaf 13 juli 2009 20 getuigen gehoord, onder wie Taylor zelf. De slotbetogen vonden plaats tussen 8 februari en 11 maart 2011.

## Vonnissen

### AFRC
Op 20 juni 2007 sprak het tribunaal zijn eerste vonnissen uit. De drie gedetineerde verdachten die behoorden tot de AFRC werden op 11 van de 14 punten van de aanklacht schuldig bevonden aan oorlogsmisdaden en misdaden tegen de menselijkheid, namelijk terreur, collectieve bestraffing, uitroeiing, moord (onderscheiden in moord als misdaad tegen de menselijkheid en moord als oorlogsmisdaad), verkrachting, aantasting van de persoonlijke waardigheid, fysiek geweld, knechting als slaaf, plundering, en ook de inzet van kindsoldaten jonger dan 15 jaar. Deze verdachten waren de eersten die door een internationaal gerecht werden veroordeeld voor de inzet van kindsoldaten. Hiermee heeft dit tribunaal dus belangrijke jurisprudentie geschapen in het internationaal strafrecht.
Op 19 juli 2007 volgde de oplegging van de straffen. Alex Tama Brima (35) en Santigie Borbor Kanu (42) kregen vijftig jaar cel, Brima Bazzy Kamara (39) werd tot 45 jaar veroordeeld. Het tribunaal overwoog onder meer dat de verdachten schuldig waren aan "enkele van de meest verderfelijke, wrede en gruwelijke misdaden ooit in de menselijke geschiedenis opgetekend", dat er geen verzachtende omstandigheden waren en dat geen van de verdachten berouw had getoond.
Zowel de drie veroordeelden als de aanklager gingen tegen de vonnissen in beroep. Op 22 februari 2008 verwierp de Kamer van Beroep van het tribunaal het beroep van de veroordeelden op alle punten. Het beroep van de aanklager werd op enkele juridische punten toegekend, maar de in eerste aanleg opgelegde straffen werden gehandhaafd.

### CDF

#### Eerste Aanleg
Op 2 augustus 2007 werden de twee nog overlevende militieleiders van de CDF schuldig bevonden aan oorlogsmisdaden. Alieu Kondewa en Moinina Fofana hadden zich volgens het tribunaal schuldig gemaakt aan moord, marteling en plundering.
Op 9 oktober 2007 werden de straffen tegen hen uitgesproken. Kondewa werd veroordeeld tot 8 jaar gevangenisstraf, Fofana tot 6 jaar. Deze uitspraak werd beschouwd als een succes voor de verdediging, aangezien tegen beiden 30 jaar was geëist. Het tribunaal kwam tot een lagere straf omdat er naar zijn oordeel verzachtende omstandigheden waren: volgens het tribunaal hadden de beide CDF-leiders meegewerkt aan het herstel van Sierra Leones democratisch gekozen regering, "hetgeen onmetelijk bijdroeg aan het herstel van de rechtsorde in dit land, waar criminaliteit, anarchie en rechteloosheid de orde van de dag geworden waren".

#### Hoger beroep
De Kamer van Beroep van dit hof kwam echter tot een ander oordeel. Op 28 mei 2009 werd de straf van Kondewa in een door de aanklager aangetekend hoger beroep verhoogd van 8 naar 20 jaar, en die van Fofana van 6 naar 15 jaar. Volgens de Kamer van Beroep waren de oorspronkelijke straffen "overduidelijk ontoereikend". Een woordvoerder van het tribunaal gaf als toelichting: "Wie een oorlogsmisdaad begaat zal daarnaar gestraft worden, aan welke kant men vecht maakt geen verschil."

### RUF
Op 25 februari 2009 werden de vonnissen tegen de drie RUF-verdachten geveld. Issa Sesay en Morris Kallon werden elk schuldig bevonden aan 16 van de 18 punten van de aanklacht. Augustine Gbao werd schuldig bevonden op 14 van 18 punten. De verdachten werden schuldig bevonden aan moord, het ronselen en inzetten van kindsoldaten, amputatie, het houden van seksslaven en het voltrekken van gedwongen huwelijken. Dit was de eerste keer dat een internationaal gerecht iemand schuldig bevond aan het voltrekken van gedwongen huwelijken, opnieuw belangrijke jurisprudentie in het internationaal strafrecht. Alle drie hadden verklaard onschuldig te zijn.
De straffen werden bekendgemaakt op 8 april 2009. Sesay kreeg 52 jaar gevangenisstraf, Kallon 40 jaar en Gbao 25 jaar.
De veroordeelden tekenden alle drie beroep aan tegen de vonnissen. Op 26 oktober 2009 bevestigde de Kamer van Beroep van het tribunaal echter grotendeels de vonnissen van de Kamer in Eerste Aanleg en legde dezelfde straffen op, die daarmee onherroepelijk werden.

### Charles Taylor
Als laatste volgde op 26 april 2012 de uitspraak tegen Charles Taylor. De Tweede Kamer van Eerste Aanleg van het tribunaal bevond hem schuldig op alle elf de punten van de aanklacht. Bewezen werd geacht dat Taylor actief steun heeft verleend aan oorlogsmisdaden en misdaden tegen de menselijkheid, begaan door de opstandelingen van het RUF en de AFRC. Dit betrof terrorisme, moord, verkrachting, seksuele slavernij, aanranding van de persoonlijke waardigheid, wrede behandeling, onmenselijke daden als verminking en amputatie, werving en inzet van kindsoldaten, slavernij en plundering. De steun die Taylor als president van Liberia gaf aan de rebellen in Sierra Leone in de vorm van bewapening, personeel en morele steun werd door het tribunaal "onmisbaar en doorslaggevend" geacht voor de opstand in Sierra Leone.
Op 30 mei 2012 volgde de strafoplegging: het tribunaal legde Taylor 50 jaar gevangenisstraf op. Aanklager Brenda Hollis had 80 jaar geëist. Taylor liet onmiddellijk weten tegen de uitspraak in beroep te zullen gaan.
Deze veroordeling van Taylor was de eerste keer in de wereldgeschiedenis dat een staatshoofd tijdens zijn zittingsperiode is aangeklaagd door een bovennationaal gerecht en vervolgens veroordeeld.
Taylors verdediging stelde op 19 juli 2012 beroep in tegen het vonnis. De verdediging stelde onder meer dat de Kamer zich te zeer had gebaseerd op bewijsmateriaal van horen zeggen en stelselmatig nagelaten had de betrouwbaarheid hiervan te toetsen. Ook de aanklager stelde beroep in, onder andere aanvoerend dat de straf van 50 jaar gevangenisstraf de ernst van de gepleegde misdrijven onvoldoende weerspiegelde en tot 80 jaar zou moeten worden verhoogd. De Kamer van Beroep bevestigde op 26 september 2013 het vonnis van 50 jaar celstraf voor Taylor, te rekenen vanaf zijn arrestatie op 26 maart 2006. Zoals al eerder was overeengekomen, werd hij op 15 oktober 2013 van Nederland overgebracht naar Groot-Brittannië om het restant van zijn straf uit te zitten in een Britse cel.